# María Isabel Pérez
María Isabel Pérez Rodríguez (* 1. März 1993 in Sevilla) ist eine spanische Leichtathletin, die sich auf den Sprint spezialisiert hat.

## Sportliche Laufbahn
Erste internationale Erfahrungen sammelte María Isabel Pérez im Jahr 2012, als sie bei den Juniorenweltmeisterschaften in Barcelona mit der spanischen 4-mal-100-Meter-Staffel im Vorlauf disqualifiziert wurde. 2014 startete sie mit der Staffel bei den Europameisterschaften in Zürich, verpasste dort aber mit 44,68 s den Einzug ins Finale, wie auch bei den Leichtathletik-Europameisterschaften 2016 in Amsterdam mit 44,14 s. 2018 belegte sie bei den Mittelmeerspielen in Tarragona in 11,69 s den siebten Platz im 100-Meter-Lauf und gewann mit der Staffel mit neuem Landesrekord von 43,31 s die Silbermedaille hinter dem Team aus Frankreich. Anschließend schied sie bei den Europameisterschaften in Berlin mit 11,70 s in der ersten Runde über 100 Meter aus und klassierte sich mit der Staffel in 43,54 s auf dem achten Platz. 2021 startete sie bei den Halleneuropameisterschaften in Toruń im 60-Meter-Lauf und schied dort mit 7,39 s im Vorlauf aus. Anfang Mai verpasste sie bei den World Athletics Relays im polnischen Chorzów mit 44,38 s den Finaleinzug in der 4-mal-100-Meter-Staffel. Ende Juli startete sie über 100 m bei den Olympischen Sommerspielen in Tokio und schied dort mit 11,51 s in der ersten Runde aus.
2022 gelangte sie bei den Hallenweltmeisterschaften in Belgrad bis ins Halbfinale über 60 m und schied dort mit 7,20 s aus. Im Mai gewann sie bei den Ibero-Amerikanischen Meisterschaften in La Nucia in 11,48 s die Bronzemedaille über 100 Meter hinter der Brasilianerin Vitória Cristina Rosa und Lorène Bazolo aus Portugal und wurde zudem mit der Staffel disqualifiziert. Anschließend schied sie bei den Weltmeisterschaften in Eugene mit 11,30 s in der ersten Runde über 100 Meter aus und belegte mit der Staffel mit neuem Landesrekord von 42,58 s im Finale den fünften Platz. Daraufhin belegte sie bei den Europameisterschaften in München in 11,28 s den sechsten Platz über 100 Meter und gelangte mit der Staffel mit 43,03 s auf Rang vier. 2024 schied sie bei den Hallenweltmeisterschaften in Glasgow mit 7,26 s im Semifinale über 60 Meter aus. Bei den World Athletics Relays in Nassau im Mai verpasste sie mit der 4-mal-100-Meter-Staffel eine Direktqualifikation für die Olympischen Spiele in Paris. Im Juni schied sie bei den Europameisterschaften in Rom mit 11,41 s im Halbfinale über 100 Meter aus und belegte mit der Staffel in 42,84 s den fünften Platz. Anschließend verpasste sie mit der Staffel bei den Olympischen Sommerspielen in Paris mit 42,77 s den Finaleinzug.
2025 erreichte sie bei den Halleneuropameisterschaften in Apeldoorn das Halbfinale über 60 Meter und schied dort mit 7,17 s aus, nachdem sie kurz zuvor in Madrid mit 7,15 s einen neuen Landesrekord aufgestellt hatte.
In den Jahren 2018 und 2021 wurde Pérez spanische Meisterin im 100-Meter-Lauf sowie 2017 in der 4-mal-100-Meter-Staffel. Zudem wurde sie 2020, 2022 und 2025 Hallenmeisterin im 60-Meter-Lauf.

## Persönliche Bestzeiten
- 100 Meter: 11,07 s (+1,6 m/s), 25. Juni 2022 in Nerja
  - 60 Meter (Halle): 7,15 s, 22. Februar 2025 in Madrid (spanischer Rekord)
- 200 Meter: 24,28 s (−1,7 m/s), 1. Juni 2019 in Pamplona